# Іваненко Сергій Сергійович
Іваненко Сергій Сергійович (1870 — 5 листопада 1918)  — полтавський губернський староста (1918).

## Життєпис
Народився 1870 р. Поміщик Пирятинського повіту. Земський діяч, у 1916—1917 рр. — голова Полтавської губернської земської управи (обрання відбулося 16 травня 1916 р.). 
Після гетьманського перевороту 1918 р. 8 травня 1918 був призначений полтавським губернатором (губернським старостою). Цього ж року був усунений з цієї посади гетьманом Скоропадським. 
Помер 1918 р. від раку печінки.